# アモーレ 〜はげしく愛して〜
『アモーレ 〜はげしく愛して〜』（アモーレ はげしくあいして）は、1993年4月14日に発売された桂銀淑の11枚目のシングルである。発売元は東芝EMI。

## 解説
- 1991年発売の「東京HOLD ME TIGHT」以来、2年振りに浜圭介作品でのシングルとなったが、この曲以降再び浜作品から離れ、1998年発売の「人魚伝説」まで浜作品を歌うことはなかった。
- ドラマティックな展開をするこの曲は、コンサートやディナーショーのラスト、もしくはラスト直前に歌われることが多い。
- 同年9月発売の同名オリジナル・アルバム『アモーレ 〜はげしく愛して〜』には、別アレンジで収録されている。
- 作詞の阿久悠は今作が初の起用。前述のアルバムでは全12曲の作詞を担当した。
- この曲で『第44回NHK紅白歌合戦』に6年連続出場を果たし、前述のアルバム・バージョン（別アレンジ）で歌った。

## 収録曲
1. アモーレ 〜はげしく愛して〜
  - 作詞: 阿久悠、作曲: 浜圭介、編曲: 若草恵
2. 遠い汽笛
  - 作詞: 阿久悠、作曲: 浜圭介、編曲: 若草恵